# Zdjęcie z Misiem
Zdjęcie z Misiem – pierwszy solowy album Krzysztofa Misiaka, wydany w roku 2003.
Materiał został nagrany na przestrzeni lat 1999-2002 w lubelskim Studio Hendrix, przy gościnnym współudziale instrumentalistów z czołówki polskiego jazz-rocka. Utwory stanowią połączenie ekspresji muzyki rockowej z harmoniami pochodzącymi z okolic jazzu i fusion.

## Lista utworów
Opracowano na podstawie materiału źródłowego:
| Nr  | Tytuł utworu             | Długość |
| --- | ------------------------ | ------- |
| 1.  | „Hymnus Plocensis”       | 1:17    |
| 2.  | „Tumska, Grodzka...”     | 5:40    |
| 3.  | „Muzeum dymu”            | 5:16    |
| 4.  | „Optymistyczna”          | 3:29    |
| 5.  | „Zdjęcie z Misiem”       | 5:49    |
| 6.  | „Przyślij mi swoje demo” | 5:45    |
| 7.  | „Dom pełen kultury”      | 6:25    |
| 8.  | „Mechanik duszy”         | 4:24    |
| 9.  | „Świeże skarpetki”       | 4:32    |
| 10. | „Duży grzyb”             | 7:24    |
|     |                          | 50:01   |

## Twórcy
Opracowano na podstawie materiału źródłowego:
- Krzysztof Misiak – gitara
- Marek Kapuściński – gitara basowa
- Maciej Bieniek – instrumenty klawiszowe
- Ireneusz Parzychowski – gitara
- Dariusz Pączkowski – perkusja
- Marek Raduli – gitara
- Mieczysław Jurecki – gitara basowa bezprogowa
- Krzysztof Ścierański – gitara basowa midi
- Ksawery Jasieński – głos
- Piotr Kelm – głos, skrzypce
- Grzegorz Piwkowski – mastering